# Zla Kolata
Zla Kolata (em montenegrino: Зла Колата, Zla Kolata; em albanês:  Kollata e Keqe) é um pico da cordilheira Prokletije (Alpes Albaneses) localizado sobre a fronteira Albânia-Montenegro, com 2534 m de altitude. É o pico mais alto do Montenegro e o 16.º mais alto da Albânia Do lado montenegrino o município é Plav e do lado albanês Tropojë, na prefeitura de Kukës. O Zla Kolata é um popular destino turístico em ambos os países. Com 2528 m, apenas um pouco menor, é o pico Kolata e Mirë, também sobre a fronteira. O pico mais alto está situado completamente em território albanês e chama-se Maja e Kollatës: atinge 2552 m (8373 pés) mas não é tão visitado apesar de ter vistas panorâmicas impressionantes.